# ロシア四重奏曲
ロシア四重奏曲 作品33 は、フランツ・ヨーゼフ・ハイドンが1781年に作曲し、翌1782年4月にアルタリア社より出版された全6曲からなる弦楽四重奏曲集である。
ハイドンのこの6曲により、弦楽四重奏曲は古典的な完成を果たしたとされ、古典派以降の多くの弦楽四重奏曲の源流がこの6曲にあるという点で、音楽史的にも重要な作品である。
ハイドンはこれを契機に、弦楽四重奏曲の作曲を自家薬籠中のものとし量産を続け、その後に「弦楽四重奏曲の父」とも呼ばれることとなった。
なお、同時代の音楽家であるヴォルフガング・アマデウス・モーツァルトは、この6曲の完成度の高さと意義とに感銘を受け、2年あまりを費やし同じく6曲の弦楽四重奏曲（『ハイドン・セット』）を作曲し、ハイドンに献呈した。

## ニックネームの由来
これら6曲は、アルタリア社から出版された第2版に、「ロシア大公に献呈」と記されたことから、『ロシア四重奏曲』の呼び名で呼ばれている。このロシア大公とは、のち1796年にロシア皇帝となったパーヴェル・ペトロヴィッチのことである。
ハイドンはこの曲を作曲した1781年に、ウィーンを訪れたペトロヴィッチ大公夫妻に会っており、その際婦人に数回音楽を教えているほか、婦人の部屋ではハイドン主宰の音楽会が開かれている。その音楽会ではこの『ロシア四重奏曲』のうちの1曲が演奏されたと言われている。

## 作曲の背景
ハイドンはこの曲を書くのに先立って、1772年に全6曲からなる作品20の弦楽四重奏曲集『太陽四重奏曲』を作曲していた。しかしその後、この『ロシア四重奏曲』を書くまで、10年近く弦楽四重奏曲を作曲していない。
「太陽四重奏曲」は、6曲中3曲のフィナーレにフーガを導入するなど、対位法によって強固に凝縮された構造を持たせ、ディヴェルティメントの一種から分化を始めた弦楽四重奏曲にさらに新たな芸術的価値を付与することを目指したものだった。しかし弦楽四重奏という新しい形式に、バロック時代の旧式な対位法形式を持ち込んだ手法は、ハイドン自身も不満が残るものだった。また、このことにより『太陽四重奏曲』はあまりに肩肘の張りすぎたものになり、ハイドンは手詰まりの状態にあったといえる。
だがそれからおよそ10年後に着手されたこの『ロシア四重奏曲』は、出版前にハイドンが書簡の中で「全く新しい特別な方法で作曲された」とアピールしているように、従来よりも磨かれた形式美や端正さを備え、それまでのメヌエット楽章に代わりスケルツォをおく手法などが取り入れられた。これにより、弦楽四重奏という形式は、よりくつろぎ洗練されたものに完成した。中には、第38番（第30番）『冗談』のように独特なユーモアを持つものさえある。
このようにして、『ロシア四重奏曲』で弦楽四重奏曲の古典派的手法を確立させたハイドンは、独特のユーモアやウィットを持ちながら、自在な4つの楽器の扱いと熟練した和声手法で練り上げられた形式で、そのあとの弦楽四重奏曲の楽曲を量産していくことになる。

## ロシア四重奏曲の6曲
通し番号の（）内は、偽作（作品7）や編曲作品を除いた番号である。
1. 弦楽四重奏曲第37番（第31番）ロ短調 作品33-1, Hob. III:37（ロシア四重奏曲第1番）
2. 弦楽四重奏曲第38番（第30番）変ホ長調 作品33-2, Hob. III:38『冗談』（ロシア四重奏曲第2番）
『冗談』という愛称は、この曲の4楽章が終わり方がユーモアに満ちたものであることから来ている。
3. 弦楽四重奏曲第39番（第32番）ハ長調 作品33-3, Hob. III:39『鳥』（ロシア四重奏曲第3番）
『鳥』という愛称は、第1楽章の第2主題の旋律が、鳥のさえずりを思わせるところからきている。
4. 弦楽四重奏曲第40番（第34番）変ロ長調 作品33-4, Hob. III:40（ロシア四重奏曲第4番）
5. 弦楽四重奏曲第41番（第29番）ト長調 作品33-5, Hob. III:41『ご機嫌いかが』（ロシア四重奏曲第5番）
『ご機嫌いかが』という愛称は、第1楽章の冒頭部分に置かれた2小節の導入部分からきている。
6. 弦楽四重奏曲第42番（第33番）ニ長調 作品33-6, Hob. III:42（ロシア四重奏曲第6番）